# Stade Taïeb Mhiri
Stade Taïeb Mhiri (arabski: ملعب آلطيب آلمهيري) – wielofunkcyjny stadion w mieście Safakis, w Tunezji. Najczęściej pełni rolę stadionu piłkarskiego a swoje mecze rozgrywa na nim ligowa drużyna Club Sportif Sfaxien. Stadion pomieści 22 tysiące widzów i został zbudowany w 1938 roku. Dwukrotnie był areną Pucharu Narodów Afryki: w 1965 roku i 2004 roku.